# Антимоскитный лазер
Противокомарный ла́зер (англ. Mosquito laser) — электронная система для массового истребления кровососущих насекомых, переносчиков возбудителей инфекционных болезней, например, малярийных комаров, для снижения риска инфицирования малярией людей.
Впервые идея использования лазера с целью защиты от насекомых была высказана в начале 1980-х годов американским астрофизиком Лоуэллом Вудом. Спустя почти 30 лет предложенное Вудом устройство было доведено до действующего прототипа компанией Intellectual Ventures LLC. Разработку заказал Фонд Билла и Мелинды Гейтс для поиска путей окончательной победы над малярией. Разработчики компании воскресили старую идею использования для этой цели лазеров и создали действующий прототип.
Принцип работы системы заключается в следующем. Следящая оптическая подсистема посредством компьютерной обработки изображений распознаёт пол и вид летящего насекомого, попавшего в защищаемую зону. При положительном результате распознавания подаётся команда на выдачу быстро наводимому на цель «боевому» лазеру относительно мощного импульсного сфокусированного оптического пучка для уничтожения насекомого.
Подсистема распознавания работает в инфракрасном диапазоне, подсветка защищаемой зоны производится инфракрасными светодиодами. В подсистеме распознавания вида и пола насекомого используются маломощные, безопасные для насекомых лазеры. В подсистеме уничтожения использованы относительно мощные импульсные лазеры синего излучения.
Сама идея такого подхода к снижению риска заболевания подверглась критике — аргументы оппонентов сводились к тому, что в большинстве местностей, где свирепствует малярия, попросту нет электрических сетей для питания этой системы.

## Разработка проекта

### Первая версия
В ходе мозгового штурма в 2007 году относительно проблемы распространения заболевания малярийными комарами Вуд, один из учёных, занятых в проекте Стратегической оборонной инициативы — Strategic Defense Initiative (SDI), (СОИ), также известном под названием «Звёздные войны» — предложил спроектировать систему для уничтожения комаров с помощью лазеров. Вскоре после этого идея нашла приверженцев среди других учёных из Intellectual Ventures, и уже менее чем через год удалось в опытах убивать комаров лазерным излучением.
Таким образом, идея боевого использования разрушающих лазеров, возникшая в SDI, была использована, по крайней мере, для уничтожения насекомых.
В развитых странах малярия практически не встречается, но эта болезнь приносит существенный ущерб здоровью людей и экономике в развивающихся странах. Борьба с кровососущими насекомыми с помощью ядохимикатов осложнена тем, что новые популяции переносчиков малярии становятся со временем генетически устойчивыми к ядам, кроме того, ядохимикаты губят другие, безвредные или даже полезные виды насекомых и других животных и наносят вред окружающей среде. Лазерная технология позволяет избирательно уничтожать только переносчиков болезни.
Этот лазер, некоторыми шутниками прозванный «оружием-убийцей комаров», убивает насекомых на расстоянии до 30 м от «боевого» лазера. Команда разработчиков из Intellectual Ventures не сообщает об общей эффективности этой системы, но они не заявляют, что их разработка позволит искоренить малярию. Они считают, что для этого необходимо сочетать несколько различных технологий борьбы с малярией для повышения эффективности и снижения стоимости.

### Участники разработки
Команда включает в себя несколько учёных, которые ранее работали в Ливерморской национальной лаборатории. Так, Лоуэлл Вуд работал с Эдвардом Теллером, «отцом водородной бомбы» и вдохновителем противоракетной лазерной программы в SDI. Сейчас в противокомарном проекте работают несколько учёных, среди них доктор философии Джорден Кэр и ведущий разработчик-исследователь Эрик Йохансон. В этой команде учёные и инженеры, специалист по физиологии насекомых, специалист по компьютерному моделированию, эпидемиолог.

## Разработка
При разработке учитывались факторы эффективности и стоимости системы. Разработанная система включает в себя самодельную модель летающих дронов, прототип и «оптический забор». По состоянию на 2008 год применённый самодельный лазер мог убивать только небольшое количество попавших в зону слежения насекомых. Разработчики решили дополнить лазерную систему летающими дронами, патрулирующими в воздухе для обнаружения потенциальных жертв.
Сейчас созданный прототип защищает участок по периметру, и разработчики назвали его «Фотонная Ограда» или «Фотонный Забор» (Photonic Fence).

## Текущая версия

### Фотонный забор
Устройство работает с помощью инфракрасного светодиода, который светит на параллельный ему столб забора, где отражается от катафота на другой столб забора и после снова возвращается к своему источнику. Это поле света контролируется системой ПЗС, аналогичных тем, которые используются в цифровых камерах. Эти камеры расположены на столбах и определяют мельчайшие тени между ними. После этого считывающий лазер сканирует цель, на основе полученной информации процессор вычисляет тип насекомого и его пол, последнее важно для профилактики малярии — кусаются только самки комаров.
После того как программа подтверждает, что насекомое нужного вида и пола, а система безопасности гарантирует, что человек отсутствует в радиусе поражаемой цели, прицельный лазер стреляет в цель. Выстрел может не только обезвредить насекомое (сжечь крылья), но и убить сразу.
Лазер является маломощным и безопасен для человека, он похож на те, что можно обнаружить в Blu-Ray-проигрывателях. В видео с испытаний устройства крылья комара сначала резко сгорают, а тело падает вниз, часто неподвижно. Точная причина смерти комара неизвестна, но вполне вероятно, что комар просто перегревается и умирает.

### Эффективность
Фотонный забор, как считается, лучше защищает здания, такие как больницы, школы и даже целые деревни, в целях сокращения распространения малярии. Согласно информации Натана Мирволда, соучредителя Intellectual Ventures, фотонный забор может убить до 100 комаров в секунду при максимальном диапазоне 30 метров.

### Стоимость
Фотонный забор может быть изготовлен из деталей, используемых в потребительских технологиях нынешнего поколения и, по прогнозам, будет иметь относительно низкую стоимость. Мирволд считает, что один комплект фотонного забора может быть сделан примерно за $50. Партия прототипов была успешно продана на eBay. Все три этапа фотонного забора могут быть сделаны самостоятельно. Когда устройство ищет комаров, которые проходят его поле зрения, используются инфракрасные светодиоды, и датчики света от современных цифровых камер. Чтобы настроить таргетинг и убить комаров, используется аналогичная лазерная технология, которая находится внутри оптических устройств, например, DVD-привода.

### Окружающая среда и экологические проблемы
Полагается, что побочный ущерб от фотонного забора в популяции немалярийных насекомых является низким. Так как система может быстро определить свою цель по частоте взмахов крыльев, устройство определяет целью только самок комаров, которые являются переносчиками малярии в некоторых видах комаров. Кроме того, система позволяет определять виды насекомых, которые не распространяют болезни, такие как пчёлы. Риск сопутствующего ущерба минимизируется, поскольку процессор подаёт на лазер напряжение, которого хватит только на уничтожение тканей комара.

### Критика экспертов
Несмотря на то, что реакция общественности была положительной, эксперты выразили сомнения в эффективности фотонного забора, поскольку система не будет работать из-за высокой стоимости и проблем с электроэнергией, например, в Африке. Фотонный забор пока что использовался только в лабораторных условиях.